# Henry Sire
Henry J. A. Sire (né en 1949) est un historien britannique, ancien chevalier et historiographe de l'ordre souverain de Malte. Il est suspendu puis expulsé de l'Ordre après avoir écrit Le pape dictateur, un ouvrage critique sur le pontificat de François.

## Biographie
Henry Sire, d'ascendance française, naît à Barcelone, en Espagne. Il fait ses études au Stonyhurst College dans le Lancashire, puis au collège d'Exeter, à Oxford, où il étudie l'histoire. En 2001, il rejoint l'Ordre de Malte, qui l'engage ensuite pour écrire son histoire officiel. Henry Sire vit alors au siège de l'Ordre à Rome de 2013 à 2017. L'histoire est publiée en 2016. Son auteur s'impose alors comme un critique de certaines innovations, qu'il juge contraires à la tradition et à l'enseignement cohérent de l'Église.
En 2015, Henry Sire publie Phoenix from the Ashes: The Making, Unmaking, and Restoration of Catholic Tradition, une approche critique du concile Vatican II et de ses effets sur l'Église catholique, dans laquelle il conclut : « le fait doit être clairement déclaré : le concile Vatican II a été une trahison de la foi de l'Église. Ses conséquences ne peuvent être réparées tant que cette trahison n'a pas été reconnue et inversée ».
En 2017, sous le pseudonyme « Marcantonio Colonna », il publie encore (initialement en autopublication) un livre intitulé Le pape dictateur, dans lequel il critique le pontificat du pape François. Henry Sire reconnait en être l'auteur en mars 2018, un mois avant la publication de l'édition anglaise révisée et mise à jour, entraînant sa suspension de l'Ordre de Malte. Le 19 novembre 2018, Fra' Giacomo Dalla Torre, le grand maître de l'ordre souverain de Malte, rend un décret expulsant l'historien,, déclarant que « l'Ordre de Malte se dissocie des positions véhiculées et considère le contenu du livre comme une grave offense faite à Sa Sainteté le Pape François ».

## Ouvrages

### Traduction française
- Le pape dictateur : l'histoire cachée du pontificat (trad. Jeanne Smits), Paris, Presses de la Délivrance, 2018.

### Publications originales
- (en) Gentlemen Philosophers: Catholic Higher Education at Liège and Stonyhurst, 1774–1916, Churchman, 1988.
- (en) The Knights of Malta, Yale University Press, 1994.
- (en) Father Martin D'Arcy : Philosopher of Christian Love, Gracewing, 1997.
- (en) Phoenix from the Ashes: The Making, Unmaking, and Restoration of Catholic Tradition, Angelico Press, 2015.
- (en) The Knights of Malta: A Modern Resurrection, Profile Books, 2016.
- (en) The Dictator Pope: The Inside Story of the Francis Papacy, Regnery Publishing (édition révisée et mise à jour), 2018.